# Ludzie ery atomowej
Ludzie ery atomowej – powieść Romana Gajdy ukończona w 1948 r., lecz wydana po raz pierwszy dopiero w 1957 r. Książka opublikowana nakładem Iskier jest jedną z nielicznych książek fantastycznonaukowych wydanych w Polsce w latach 50.

## Fabuła
Inżynier Jerzy Relski w czasie wyprawy na Antarktydę w połowie XX w. wpada do szczeliny w lodzie i zamarza. Po stu latach zostaje odnaleziony, a postęp w medycynie sprawia, że zostaje reanimowany. Relski wkrótce może odkrywać wspaniały świat XXI wieku z jego udogodnieniami technicznymi i idealnym ustrojem społecznym. W drugiej części powieści okazuje się, że jednak nie wszystko w świecie przyszłości jest takie wspaniałe, jak się wydawało na pierwszy rzut oka. Postęp w nowej dziedzinie wiedzy – elektrobiochemii stosowanej – sprawił, że możliwe stało się sztuczne hodowanie ludzi. Istoty te jednak różnią się od osób urodzonych naturalnie – na skutek nieznacznej różnicy w budowie białek zapadają na dziwną chorobę. Uznając swe życie za nieudane, żądają zaniechania dalszej produkcji nowych ludzi. Na tle tym w końcu wybucha wojna, która zagraża nawet życiu na Ziemi. Ostatecznie Światowa Federacja i Najwyższa Rada Geniuszy przywracają porządek, a doktor Zibellus wynajduje szczepionkę, która przywraca radość życia sztucznie urodzonym.
Autor używa tu wielu neologizmów, opisując świat przyszłości, jak: astropilot, atomolog, psychochirurg, telefonowizogram, korkon, energon, pirogrom, ultraton, torpedon, torpedostratus, radiotelerix.

## Odbiór
Antoni Smuszkiewicz ocenia, że gdyby powieść ukazała się w roku ukończenia przez autora (rok po Schronie na Placu Zamkowym Ziemięckiego, a 3 lata przed Astronautami Lema), miałaby szansę zainaugurować nowy etap w rozwoju polskiej fantastyki naukowej, mimo że konstrukcja fabuły nie różni się specjalnie od schematów podobnych powieści katastroficznych dwudziestolecia międzywojennego (znajduje tu analogie do Czandu Stefana Barszczewskiego, Końca świata Tadeusza Konczyńskiego, Miasta światłości Mieczysława Smolarskiego i Huraganu ze Wschodu Wacława Niezabitowskiego). Krytyk ocenia, że powieść jest „hymnem pochwalnym na cześć nauki” i przykładem „powieści pogranicznej” łączącej stare z nowym. Niestety wydanie 9 lat po ukończeniu sprawiło, że w porównaniu z utworami Lema była anachroniczna i nie wywarła wpływu na polską powojenną s-f.
Andrzej Niewiadowski pisze, że autor zrezygnował z wydania powieści w latach 40. postawiony przed koniecznością jej przeredagowania zgodnie z nakazami socrealizmu.
Niewiadowski i Smuszkiewicz doceniają, że powieść w latach 50. miała kilka recenzji prasowych, co nie było zbyt częste w owym czasie, niemniej wszystkie te recenzje były negatywne. Badacze przytaczają argumenty ówczesnych krytyków: autorowi zarzucano „powierzchowność problematyki” i niedociągnięcia stylistyczno-konstrukcyjne.
Książkę zrecenzował Andrzej Wójcik dla "Fantastyki" (6/83, s. 50-52).